# Fosna-Hensbackakulturen
Fosna-Hensbackakulturen er benævnelsen på en livsform udøvet i de vestlige kystområder af den skandinaviske halvø fra Hensbacka i syd til Lapland i nord fra ca. 7.600 f.Kr. til ca. 6.500 f.Kr. . Fosna-Hensbackakulturen har navn efter to fundsteder, Fosna i Norge og Hensbacka i Bohuslen.
Navnet Fosna-kultur blev givet af Anders Nummedal, der som den første konstaterede denne livsform i 1909. Han indså tillige, at Fosnakulturen var tæt knyttet til Ahrensburgkulturen, hvilket er fastslået ved udprægede ligheder i de to kulturers redskabsformer. Fosna-Hensbackakulturen kan derfor anses som den tilpassede Ahrensburgkulturs fortsættelse på den skandinaviske halvø (se Ahrensburgkultur).

## Udbredelse
Sporene efter Fosna-Hensbacka-kulturen findes langs hele den norske kyst. Nyere forskning har bidraget med stadig flere fund, og dateringerne er blevet bedre. En koncentration af fund fra fosnakulturen findes på kysten af Møre og Romsdal og Sør-Trøndelag. Tilsvarende bopladser findes på svensk side, langs Västkusten ned mod Göteborg. De svenske fund sammenfattes der under navnet hensbackakulturen. I Nordnorge kaldtes lignende og samtidig stenalderkultur for Komsakulturen, men det er flere forskere ved at gå bort fra.
Tidligere kendte man kun til Fosna-lokaliteter langs kysten, men de seneste årtiers undersøgelser har vist, at Fosna-folket tidlig bevægede sig ind i landet og på højfjeldet bosatte sig langs strandene af fjeldsøer. Arkæologiske undersøgelser har afdækket flere tidlige bopladser fra opholdet i fjeldegne, nogle med dateringer omtrent så tidlige som dem ved kysten. Det findes også nogle få fund fra indre fjordstrøg, hvilket kan tyde på en sæsonbaseret udnyttelse af landskabet.
Et ret karakteristisk træk for Fosna-bopladserne langs kysten er, at de er knyttede til strandlinjerne. Arkæologerne antager, at stenalderjægerne anlagde deres bopladser enten ved- eller i nærheden af strandlinjen og at hele levemåden var knyttet til havets ressourcer. Fundpladserne kan et langt stykke hen ad vejen dateres efter strandlinjerne: jo højere over dagens havniveau, desto ældre er bopladsen. I istiden var landet presset ned af isen, og efter at isen afsmeltede, har landet først hurtigt, senere langsommere, hævet sig. De ældste Fosna-bopladser (dateret til ca. 10.000-8.000 f.Kr.) findes derfor højere i terrænet end de yngre bopladser fra fx Nøstvet-tid. Kortlægning af strandlinjerne i forskellige dele af landet er derfor vigtig for forskningen.

## Typiske fund fra Fosna-Hensbacka-bopladserne
De typiske fund på en Fosna-Hensbacka-boplads er groft tilhuggede flintredskaber og store mængder affaldsflint efter redskabsfremstillingen. Enæggede pilespidser, mikrolitter og skive- og kerneøkser er karakteristiske redskabstyper. Det mest anvendte råstoffet er flint, især i Sydnorge. Flækketeknikken er dominerende.
I et barskt miljø må steder, som gav godt ly mod vejret og fine havneforhold have spillet ind ved valget af sted at slå sig ned på. Af fundene ses, at nogle har siddet ved et ildsted (bål) og arbejdet med sten, træ, ben eller skind. Alt, som var lavet af skind, træ og ben, er som regel rådnet bort. Alligevel har man fundet spor efter mulige telte i form af sten i halvcirkelform på bopladsfladen. Fund af skrabere, bor og andre redskaber af flint vidner om bearbejdning af skind, ben og træ, men alt organisk materiale er nu som regel forsvundet. Flinten var specielt godt egnet som materiale til våben og redskaber på grund af hårdheden og den skarpe kant, som man får, når stenen deles (den kan blive meget skarp). Det findes imidlertid gode alternativer til flinten i den norske natur som fx bjergkrystal, chert og finkornet kvartsit, som også er fundet på lokaliteter fra ældre stenalder. Fosna-folket var et nomadisk folk, som flyttede rundt i tråd med sæsonens vekslen på ressourcetilgang. I takt med at isen afsmeltede, fulgte rensdyrene og mennesket efter, og i løbet af blot 1-2000 år var hele Norges kyst befolket.

## Oprindelse
Mens Ahrensburgkulturens udøvere øjensynligt var rendyrkede rensdyrjægere, udviser Fosna-Hensbackakulturen også maritime træk: mange af de ældste bopladser lå på småøer ud for eller ved kysten., og fund i Norge af helleristninger, der viser jagt på hvaler, viser, at dette har været en del af deres levevis ved siden af rensdyrjagten. Denne forandring i livsformen må ses i lyset af de begivenheder, der indtrådte efter, at Ahrensburg-rensdyrjægerne havde forladt den sydligste del af det skandinaviske område og begyndte at bevæge sig nordpå efter rensdyrflokkene, der atter rykkede nordpå i takt med det skandinaviske isskjolds afsmeltning. Under denne fremrykning nåede rensdyrjægerne også havet. Da rensdyrene fortsatte nordpå og svømmede over elve, sunde og fjorde, blev jægerne, hvis eksistens helt havde beroet på dyrene, tvunget til at følge efter, det vil sige tvunget til at finde en løsning på at rejse over havet. Den forandring i rensdyrjægernes tilværelse, som havet fremtvang, var gennemgribende og i virkeligheden en fordel, eftersom den indebar en mindre afhængighed af rensdyret. Vi kender ikke fund af deres både, men det er sandsynligt, at de var lavet af skind udspændt over en ramme af let tømmer, kort sagt: en slags umiak-båd. Da de først var blevet udstyret med et sådant fartøj og kunne sejle, opdagede rensdyrjægerne sikkert snart de rigdomme, som havet kunne tilbyde: fisk, sæler, marsvin, hvaler og søfugle. Uden på nogen måde at opgive deres gamle jagt på rensdyrene udviklede de en velegnet jagtteknik over for disse havdyr. Sikre beviser for havjagt og fiskeri kendes dog først fra den følgende periode. Mange af deres gamle jagtredskaber kunne let tilpasses den nye jagt, således harpunen.

## Forskningshistorie
De første fund fra Fosnakulturen blev gjort af Anders Nummedal i 1909 ved Voldvatnet på Nordlandet i Kristiansund. Nummedal var lærer af uddannelse, og det var under studiet af strandlinjerne fra tiden efter istiden, at han opdagede flint, som måtte være bearbejdet af mennesker. I de følgende år gjorde han et stort registreringsarbejde og påviste tilsvarende bopladser på Nordvestlandet, videre sydover vestlandskysten og i Oslofjord-området. Da det blev klart, at disse bopladser var del af et større fundkompleks, blev de opkaldt efter de første fund; efter Kristiansunds alternative navn, Fosna, efter ladestedet Lille-Fosen.
Fra første stund har debatten gået om Fosnakulturens oprindelse og datering. I Karl Ryghs første publikation i 1911 knytter han fundene til den sydskandinaviske ertebøllekultur. Nummedal argumenterede for, at de måtte være ældre end denne. Han kunne imidlertid ikke pege på nogen direkte parallel til fund på kontinentet, så han mente, at fosnafolket havde sin oprindelse på nordsøfastlandet ("Doggerland").
Efterhånden blev der et større materiale at bygge på og helt andre dateringsværktøjer. Det er grunden til, at vi i dag kan trække paralleller til grupper på kontinentet. I den første pionerfase har særlig ahrensburgkulturen været trukket frem som en klar parallel. Men man skal huske på, at alle disse tidlige mesolitiske "kulturer" (ahrensburg-, fosna-, hensbacka- og maglemose-) er nationale konstruktioner fra vor egen tid, og har meget lidt at gøre med, hvordan datidens mennesker opfattede sig selv.
Efter Nummedals tid er der gjort meget på dette felt. I 1960-erne undersøgte Erling Johansen tre bopladser på Høgnipen i Rakkestad, Østfold, som længe blev stående som Norges ældste bopladser og daterede dem til ca. 9.600 f.Kr. (bopladserne på Høgnipen kan dateres kalibreret til ca. 9.000 f.Kr.) Men i 1992 blev der udgravet en boplads ved Galta på Rennesøy i Ryfylke, som dateres til mellem 10.500 og 9.300 før nu (kalibreret ca. 9.400 f.Kr.). Men her skal man lægge mærke til, at der er betydelig usikkerhed i dateringen.
I Møre og Romsdal er der fra 1990 til 2007 gjort store fund fra fosnakulturen på Tjeldberg-odden i Aure kommune, ved Nyhavna på Gossen i Aukra, ved Hestvikholmane i Averøy, og ved Kvernberget og Orvikan på Nordlandet i Kristiansund. Alle fundene skyldes arkæologiske udgravinger i forbindelse med udbygninger for olie- og gasvirksomheden på soklen ud for Midt-Norge, samt udbygning i forbindelse med transport, næring, og industri. Undersøgelser ved Reinsvatnet i Sunndal kommune, 2006/2009 afdækkede flere bopladser, en af dem (R1) med c14 datering på 10.900-10.430 før nu.
I Vestfold er det i 2007 gjort fund fra Fosnakulturen langs traceen for den nye E18 på strækningen fra Farriseidet ved Larvik til Langangen i Porsgrunn. Disse fundsteder er udgravet i 2007 og 2008. En af disse bopladser, Pauler 1, er dateret til temmelig nøjagtig 10.200 før nu (kalibreret ca. 9.800 f.Kr.) og regnes pr. dato som den ældste, som er fundet i Norge.
I 1994 fremkom dele af tre menneskeskeskeletter ved Hummervikholmen ud for Søgne i Vest-Agder (jfr. Søgnekvinden). Det ældste er dateret til 9.910-9.600 BP og hører til Fosnakulturen.
I Aust-Agder er det i 2014 og 2015 gjort udgravinger langs ny E18-trace på strækningen Arendal - Tvedestrand, bl.a. på Sagene i Austre Moland og ved Kvarstad i Tvedestrand.